# 颱風摩羯 (2006年)
颱風摩羯（英語：Typhoon Yagi）是個風力強勁的颱風，是2006年太平洋颱風季中最強的熱帶氣旋，達到相當於萨菲尔-辛普森飓风风力等级中的五級標準。摩羯在9月16日從熱帶低氣壓中形成，在西太平洋開闊水域上空緩慢地以順時針方向打圈並迅速增強。9月19日，摩羯增強為颱風，同時副熱帶高壓脊使風暴轉向西移。兩天後，風暴達到風力時速195公里（10分鐘風速）、最低氣壓910百帕（毫巴）的最高強度。颱風向東北方轉向並逐漸減弱，在9月24日被降格為強烈熱帶風暴，並在翌日轉變成溫帶氣旋。風暴在9月27日最後一次出現於阿留申群島附近。颱風對父岛造成嚴重破壞，但沒有報告因風暴而造成任何人員傷亡。

## 氣象歷史
9月16日，日本氣象廳（JMA）開始監測一片位於關島東北偏東約1,270公里處的對流區域，並認定其為熱帶低氣壓。該低氣壓位於高層反气旋下方的低至中等风切变區域內。在發展中系統的東部發現爆發中的對流，於是聯合颱風警報中心（JTWC）在當天晚上發佈熱帶氣旋形成警報（TCFA）。9月17日早上，聯合颱風警報中心開始發佈有關第十六號熱帶低氣壓的公告。風暴位於引導氣流偏弱的環境中，以順時針方向打圈同時迅速加強。在聯合颱風警報中心發佈首個公告數小時後，日本氣象廳將該系統升格為熱帶風暴，並將其命名為摩羯（Yagi）；這個名稱是由日本提供，是日语“山羊”的意思。9月18日晚上，日本氣象廳將摩羯升格為強烈熱帶風暴，而聯合颱風警報中心則認為風暴已達颱風的最低標準。
9月19日早上，日本氣象廳將摩羯升格為颱風。完成打圈後，摩羯的路徑受到位於日本東南方的副熱帶高壓脊影響。颱風繼續增強，並在9月21日達到風力時速195公里（10分鐘風速）、最低氣壓910百帕（毫巴）的最高強度。根據日本氣象廳，摩羯成為本季最強的風暴。同時，聯合颱風警報中心將摩羯歸類為超級颱風，風速為每小時260公里（1分鐘風速），相當於萨菲尔-辛普森飓风风力等级中的五級標準。9月22日，摩羯轉向東北方時掠過硫磺島和父岛附近。隨着風切變增強，颱風開始減弱並開始進行溫帶氣旋轉化過程。9月24日晚上，聯合颱風警報中心將風暴歸類為溫帶氣旋，並發佈最後公告。日本氣象廳認為摩羯在一整天裏仍然具有熱帶系統的特性，期間它減弱為強烈熱帶風暴。9月25日早上，日本氣象廳亦將其歸類為溫帶氣旋。摩羯的殘留繼續向東北方移動，並在9月27日越過国际日期变更线。風暴最後一次出現在阿留申群島附近。

## 防災措施及影響

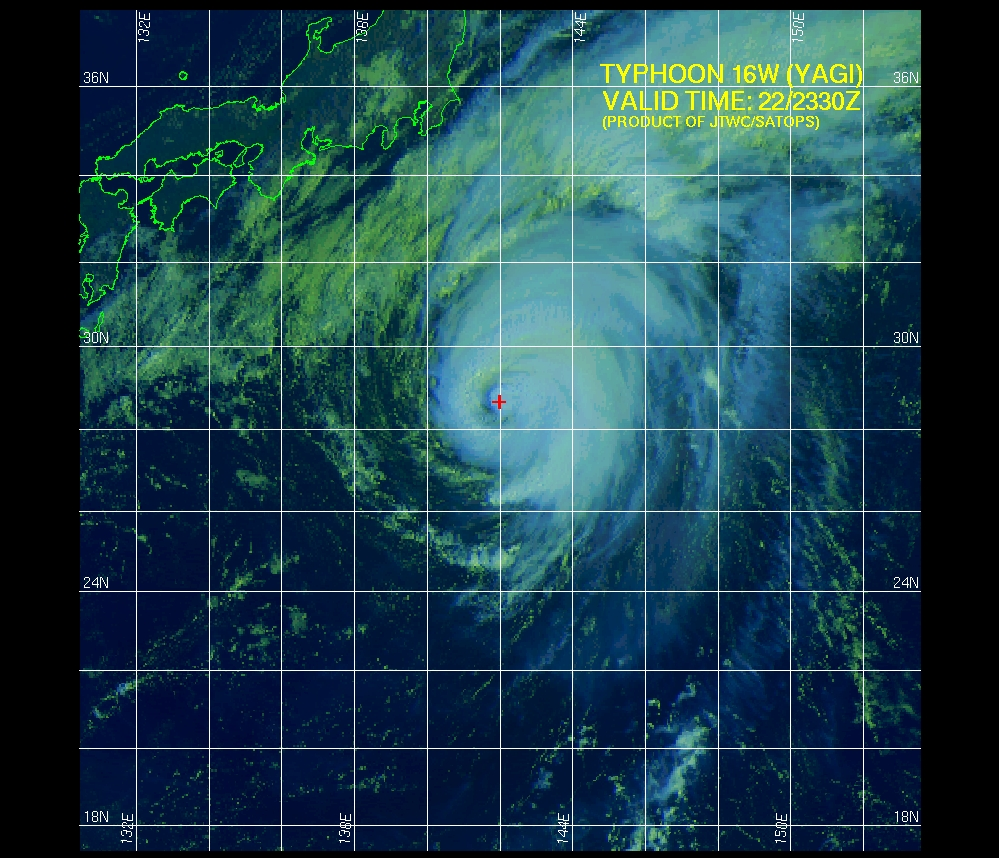
9月22日晚上，在小笠原群岛附近的颱風摩羯

9月23日，颱風摩羯直接穿過擁有約2000人口的度假勝地父島。氣旋帶來高達時速210公里的風速，使其成為20年來吹襲該島的最強颱風。在風暴最嚴重的時候，1,270戶家庭中約有1,000戶停電。風暴期間，約有150名居民疏散到當地的避難所，以躲避強風和大雨。至少一幢建築物被毀，其餘許多建築物受損。據報導，風暴帶來暴雨，但沒有已知的測量值。幾所房屋的屋頂被吹走，窗戶被吹破。摩羯帶來的強風把路燈吹倒。颱風過後，多個港口的渡輪服務被取消達29天。倒塌的樹木壓毀電線並使通訊被切斷。據報導，一些家庭亦失去水壓。風暴在9月22日於硫磺島附近掠過，該島的最高風速達每小時95公里。颱風摩羯並無造成任何人員傷亡。

## 參看
- 2006年太平洋颱風季
- 颱風鸚鵡 (2014年)

## 外部連結
- 日本氣象廳有關颱風摩羯（0614）的一般資訊 （页面存档备份，存于），取自數位颱風網 （英語）
- 日本氣象廳有關颱風摩羯（0614）的最佳路徑數據 （页面存档备份，存于） （日語）
- 日本氣象廳有關颱風摩羯（0614）的最佳路徑數據（圖像） （页面存档备份，存于） （英語）
- 日本氣象廳的最佳路徑數據（文本） （页面存档备份，存于） （英語）
- 聯合颱風警報中心有關第十六號超級颱風（摩羯）的最佳路徑數據 （页面存档备份，存于） （英語）
- 美國海軍研究實驗室有關16W.摩羯 （页面存档备份，存于） （英語）